# Małżeństwo osób tej samej płci w Ekwadorze
     Małżeństwo osób tej samej płci
     Rejestrowany związek partnerski
     Brak statusu lub status nieznany
     Małżeństwo osób tej samej płci zakazane przez konstytucję
     Kontakty seksualne między osobami tej samej płci karane

Status prawny związków osób tej samej płci w Ameryce Południowej:
Małżeństwo osób tej samej płci
Rejestrowany związek partnerski
Brak statusu lub status nieznany
Małżeństwo osób tej samej płci zakazane przez konstytucję
Kontakty seksualne między osobami tej samej płci karane

Małżeństwa osób tej samej płci są legalne w Ekwadorze od 12 czerwca 2019 roku . Tego dnia Trybunał Konstytucyjny wydał decyzję uznającą, że związki cywilne osób tej samej płci mają mieć takie same prawa jak związki osób odmiennej płci . 
Od 2008 roku w kraju uznawane były związki cywilne osób tej samej płci. Nie miały one jednak takich samych praw m.in. w zakresie prawa spadkowego . 
Sprawę do Trybunału wniosły dwie pary osób tej samej płci, które złożyły wniosek o prawo do małżeństwa, argumentując, że brak możliwości zawarcia małżeństwa to dyskryminacja. Pary powołały się na wyrok Międzyamerykańskiego Trybunału Praw Człowieka, działającego w ramach Organizacji Państw Amerykańskich. Trybunał Konstytucyjny Ekwadoru uznał tą argumentacje. Stwierdził, że wszyscy ludzie są równi, bez względu na orientacje , a prawa człowieka powinny być gwarantowane wszystkim, bez żadnej dyskryminacji .